# Waldemar Pawlak
Waldemar Pawlak (nacido el 5 de septiembre de 1959) es un político polaco. Se desempeñó dos veces como Primer Ministro de Polonia, brevemente en 1992 y nuevamente de 1993 a 1995. Desde noviembre de 2007 a noviembre de 2012, se desempeñó como Viceprimer Ministro y Ministro de Economía. Pawlak es la única persona que ocupó el cargo de Primer Ministro dos veces durante la Tercera República (es decir, desde 1989), y sigue siendo el Primer Ministro más joven de Polonia hasta la fecha.
También es comandante durante mucho tiempo del departamento de bomberos de los Voluntarios Polacos, con el rango de General de Brigada. Desde 2015, Pawlak es líder de la cadena de trabajo para la AMU (Agencia para la Modernización de Ucrania), donde aporta su experiencia en economía.